# Kedrick Brown
Albert Kedrick Brown (nacido el 18 de marzo de 1981 en Zachary, Luisiana) es un exjugador de baloncesto que actuó en la NBA desde 2001 hasta 2004. Con 2,01 metros de estatura, jugaba en la posición de alero.

## Carrera

### Universidad
Brown jugó al baloncesto universitario en el Okaloosa-Walton College, donde lideró a su equipo a un récord de 26-5 en su año freshman, siendo posteriormente nombrado en el mejor quinteto del torneo de la NJCAA. Esa campaña, promedió 22.9 puntos, 8.8 rebotes, 3 asistencias, 2.3 tapones y 2.3 robos por partido. Además, anotó 20 o más puntos en 19 ocasiones y consiguió un 40.4% en triples. Ante Pensacola Junior College anotó 37 puntos, récord personal, y ante Schoolcraft College of Michigan, en el torneo de la NJCAA, hizo 32, siendo elegido además en el mejor quinteto del Junior College All-America.
En su temporada freshman, lideró a Okaloosa-Walton a un balance de 26-5 y promedió 16.6 puntos, 10.6 rebotes, 4.5 tapones y 3.7 asistencias por partido. En ambas temporadas fue nombrado en el mejor quinteto de la Panhandle Conference.

### NBA
Fue seleccionado en el Draft de 2001 por Boston Celtics en la 11.ª posición, disputando en su primera campaña en la liga 29 partidos y firmando 2.2 puntos y 1.7 rebotes por encuentro, apareciendo además en dos partidos de playoffs. En los Celtics jugó dos temporadas y media, pasando completamente desapercibido. A mitad de temporada 2003-04 fichó por Cleveland Cavaliers, disputando 34 partidos y promediando 5.3 puntos. En la campaña siguiente apareció en 8 partidos con Philadelphia 76ers y finalizó su carrera en la NBA.
Debido a su alta elección en el Draft de la NBA y su gran nivel mostrado en la universidad, su paso por la NBA considerado como un fracaso, ya que dejó la liga tras su contrato de novato.